# 조선델리
조선델리(영어: Josun Deli)는 대한민국의 호텔 베이커리 브랜드다. 조선호텔앤리조트가 운영한다.

## 운영
조선호텔앤리조트의 특급호텔 브랜드 내 위치한다. 이외에도 카카오톡, 마켓컬리 등 이커머스에서 PB 상품을 판매한다.
- 웨스틴 조선 서울
- 웨스틴 조선 부산
- 그랜드 조선 부산
- 그랜드 조선 제주
- 그래비티 조선 서울 판교

### 조선델리 더 부티크
럭셔리 브랜드 '조선 팰리스'에는 '조선델리 더 부티크'라는 명칭의 자매 브랜드가 영업 중이다.
- 조선 팰리스, 럭셔리 컬렉션

## 같이 보기
- 델리카한스
- 블랑제리 더 플라자
- 아리아
- 홍연